# Синагога Бне Эмуна
Синагога Бне Эмуна (пол. Synagoga Bne Emuna) — синагога, находящаяся в краковском историческом районе Казимеж на углу улицы Рабина Мейзельса и Новой площади.  Здание внесено в реестр охраняемых памятников Малопольского воеводства

## История
Синагога была построена в 1886 году по инициативе еврейского Молитвенного и Благотворительного общества Бне Эмуна. Здание было спроектировано польским архитектором Яцеком Матусинским. Здание синагоги было построено на прямоугольном плане с элементами романского стиля. Над главном входе имеется характерная треугольная опора. Окна имеют полукруглую форму.
Во время Второй мировой войны интерьер синагоги был разрушен и здание было переоборудовано в столярную мастерскую. После войны здание использовалось долгие годы как столярная мастерская и позднее как склад. В 80-м годам XX столетия здание пришло в плохое состояние. С 1988 по 1996 год Фонд иудаики произвёл капитальный ремонт здания, которое было передано Центру еврейской культуры. Ремонт производился под руководством архитектора Дариуша Грушки на средства Конгресса США и в меньшей степени на средства краковского городского совета и Общественного центра по реставрации памятников. Во время ремонта была сохранена оригинальная полихромия на подвесном потолке главного молитвенного зала.
1 февраля 1990 года и 25 августа 1994 года здание было внесено в реестр памятников культуры Малопольского воеводства (№ А-838).
В настоящее время здание синагоги используется для лекций. В главном зале сохранились ковчег и фрагменты оригинального антаблемента над ним. На стене главного зала укреплены две мемориальные таблички, посвящённые еврейскому юристу, преподавателю Ягеллонского университета Рафаелю Шарфу и Фонду польско-германского сотрудничества, который был одним из спонсоров реставрации здания.
На южной стороне главного зала находится картина под названием «Евреи из Вюгта» художника Винченто Капраро, посвящённая заключённым концентрационного лагеря в голландском городе Вюгт.

## Галерея

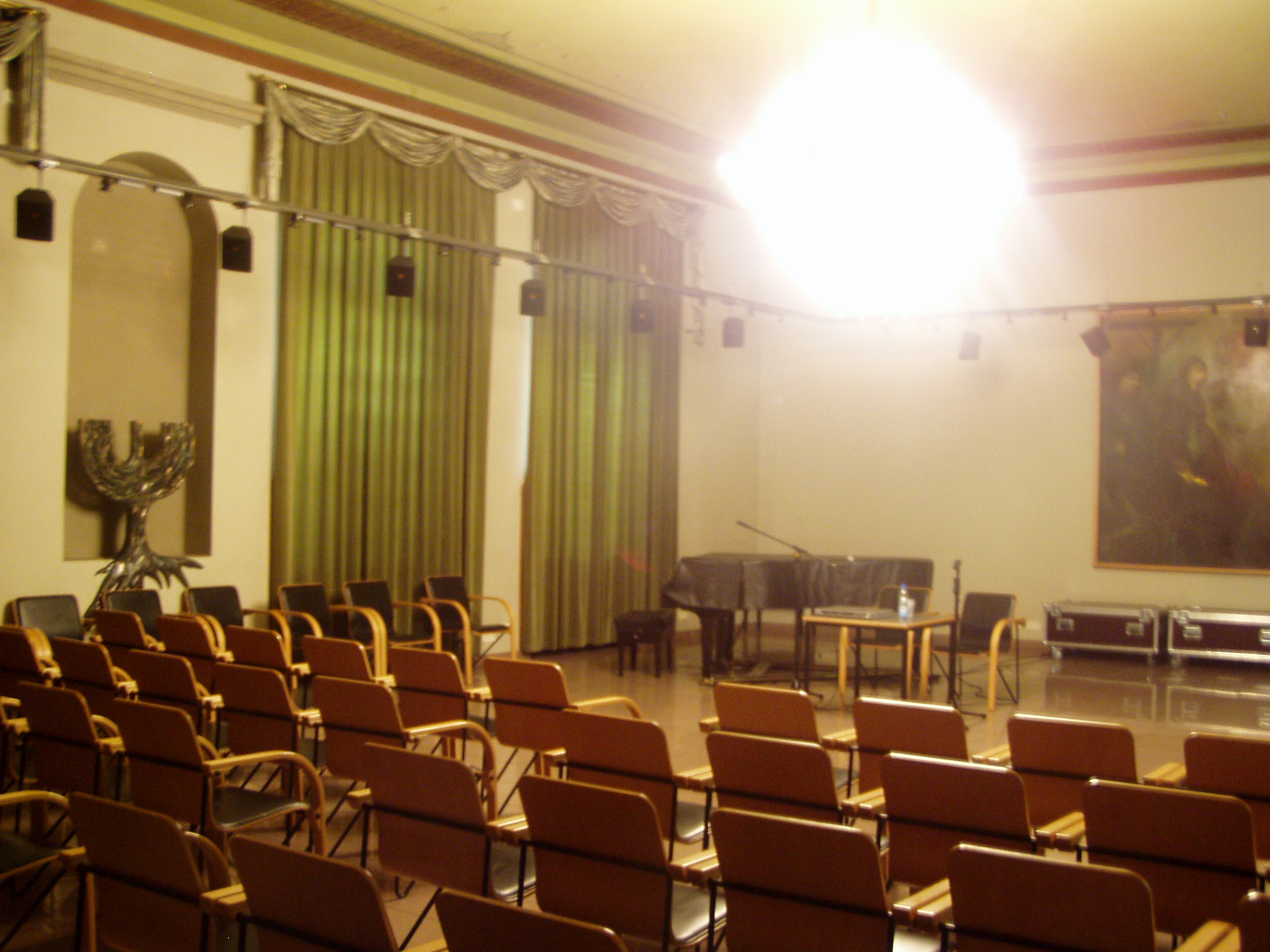
Главный зал
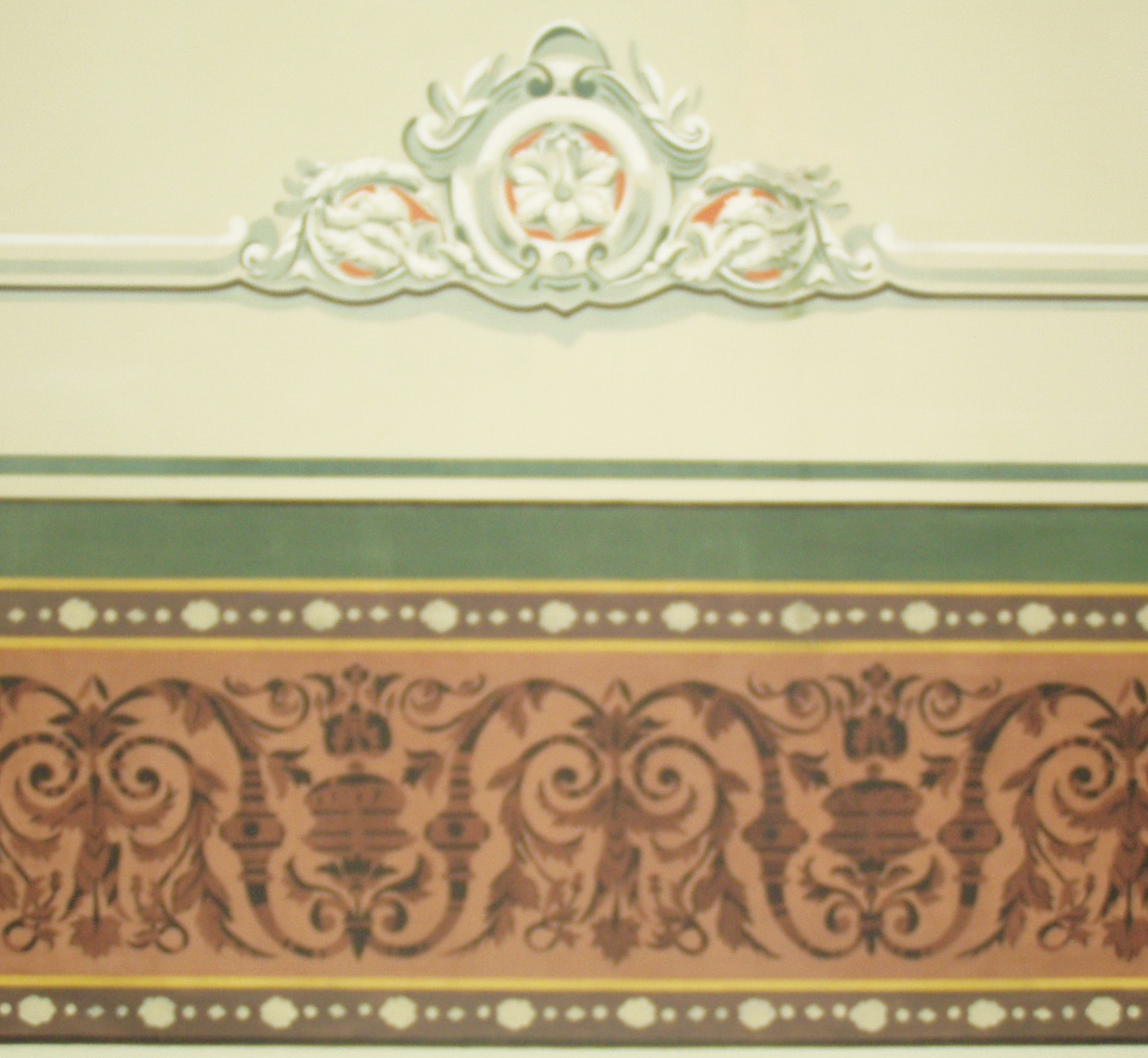
Полихромия
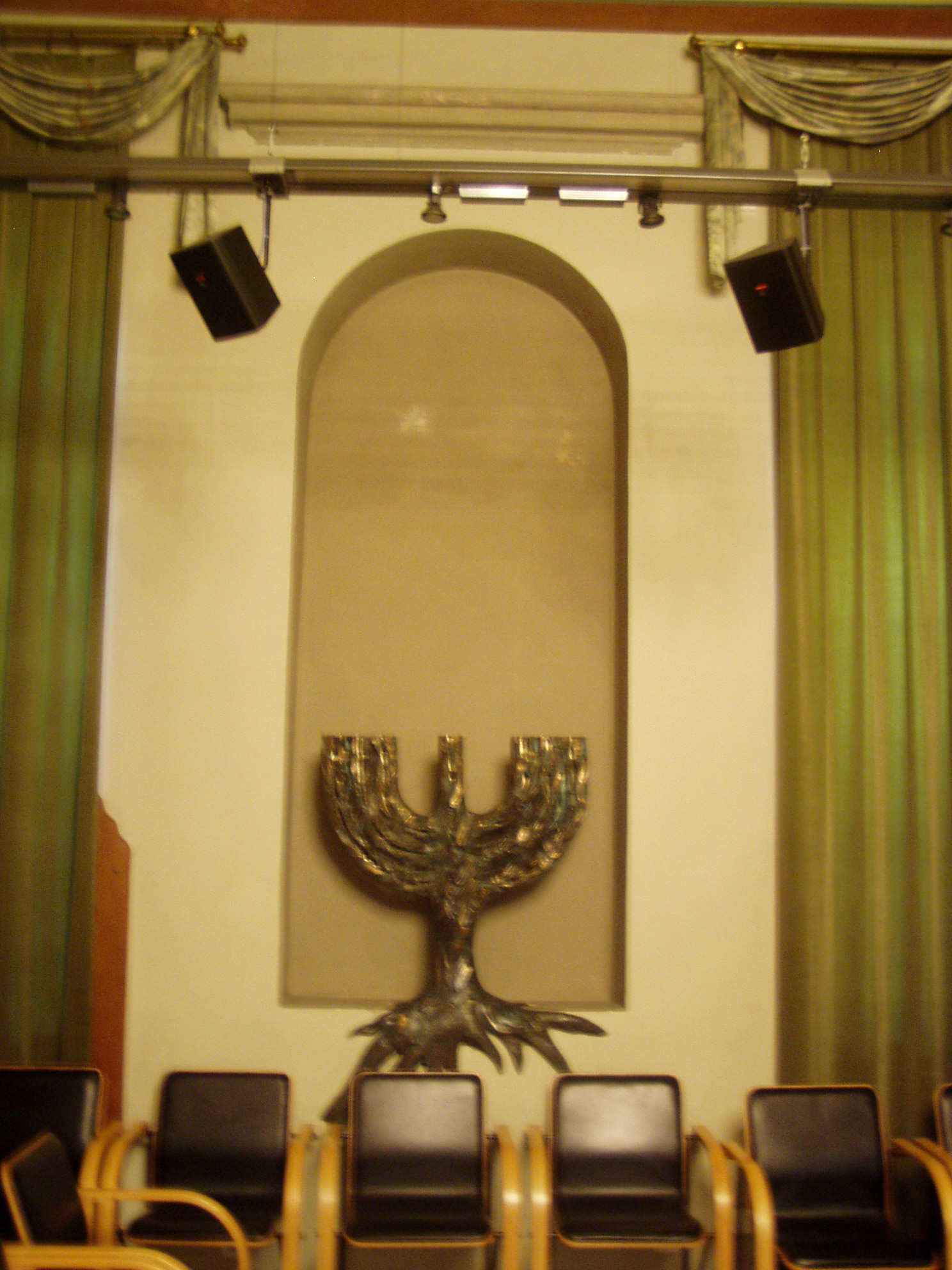
Синагогальный ковчег
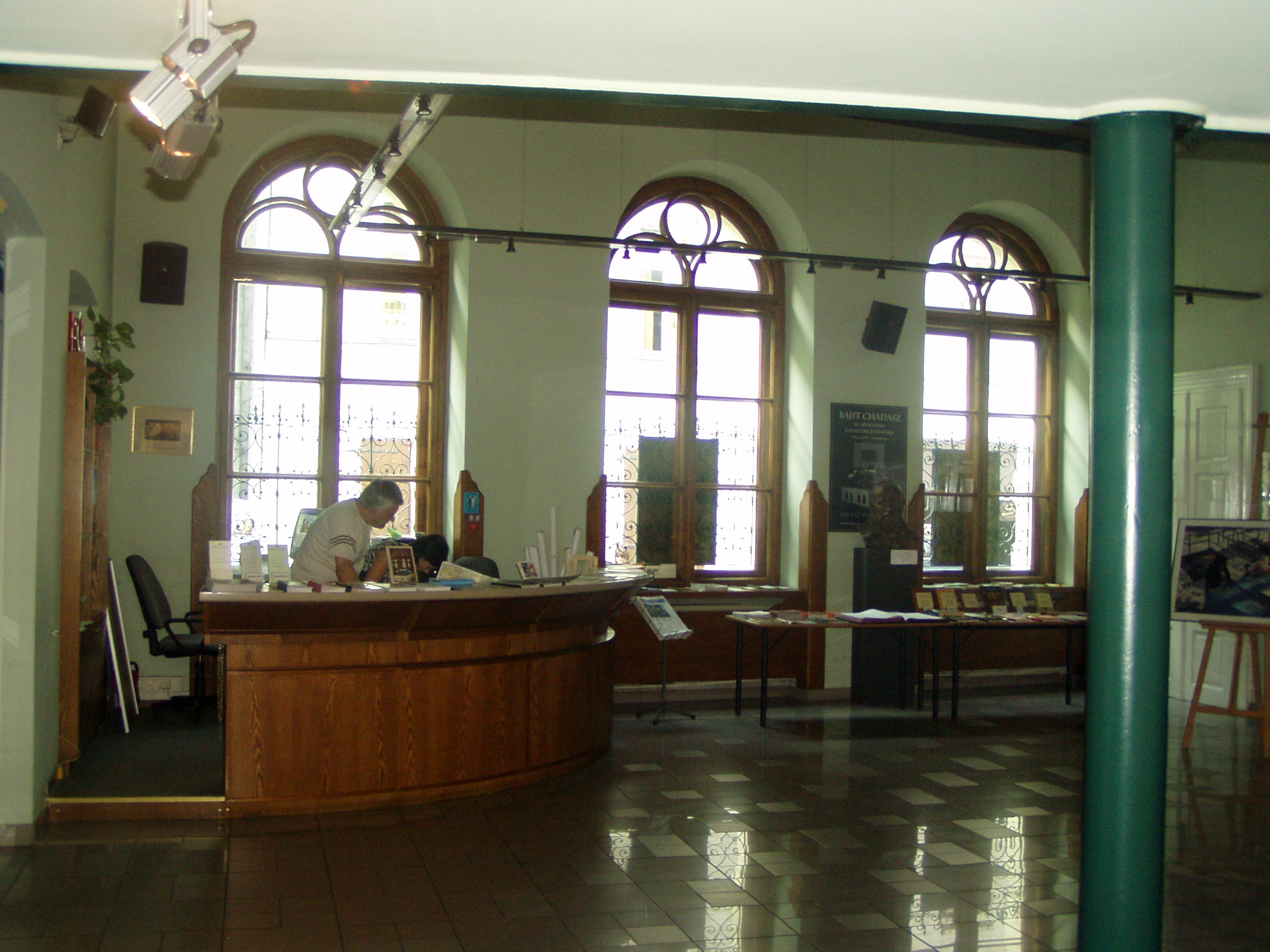